# Metropolitanato de las Islas de los Príncipes

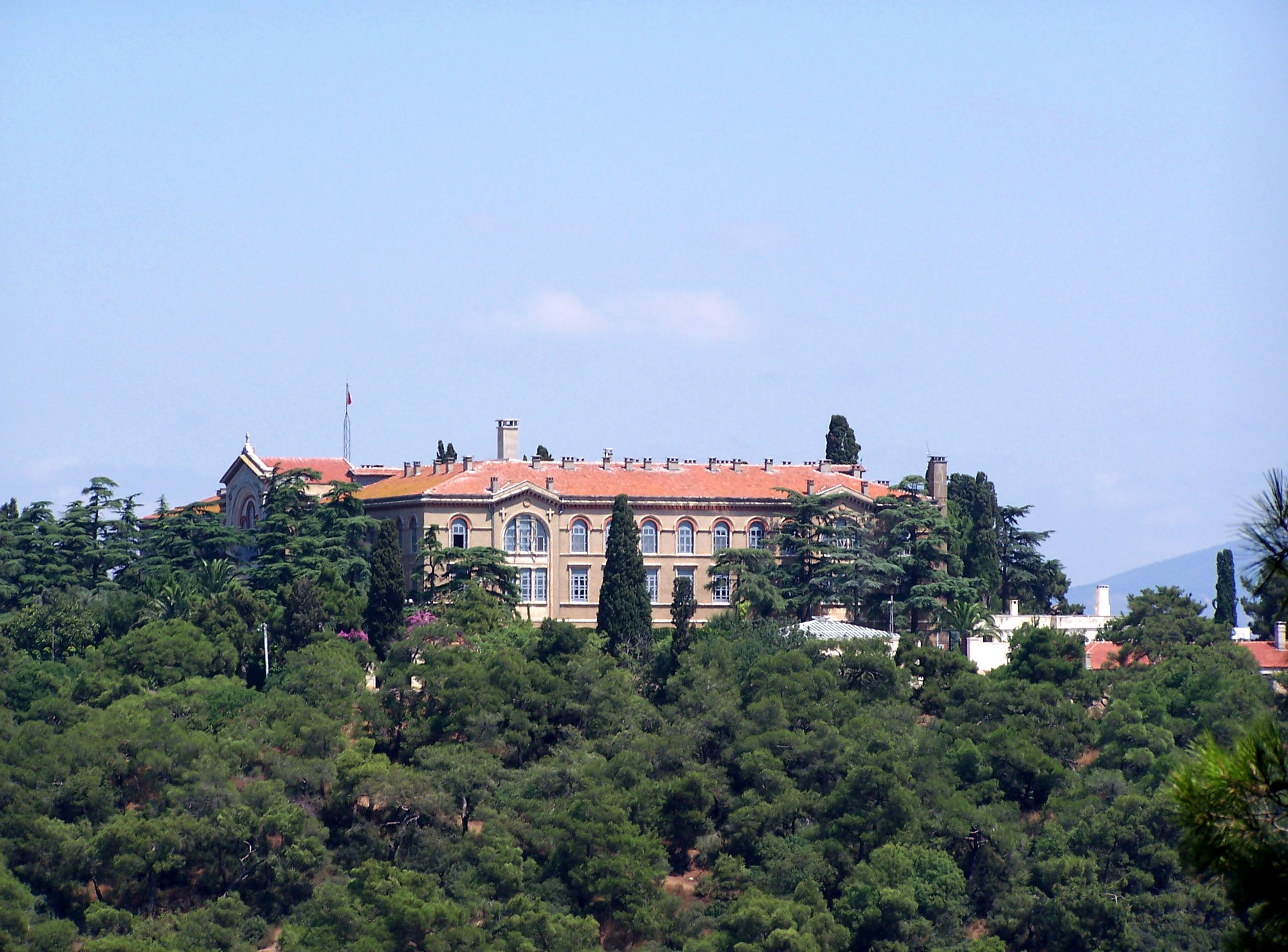
Seminario de Halki.

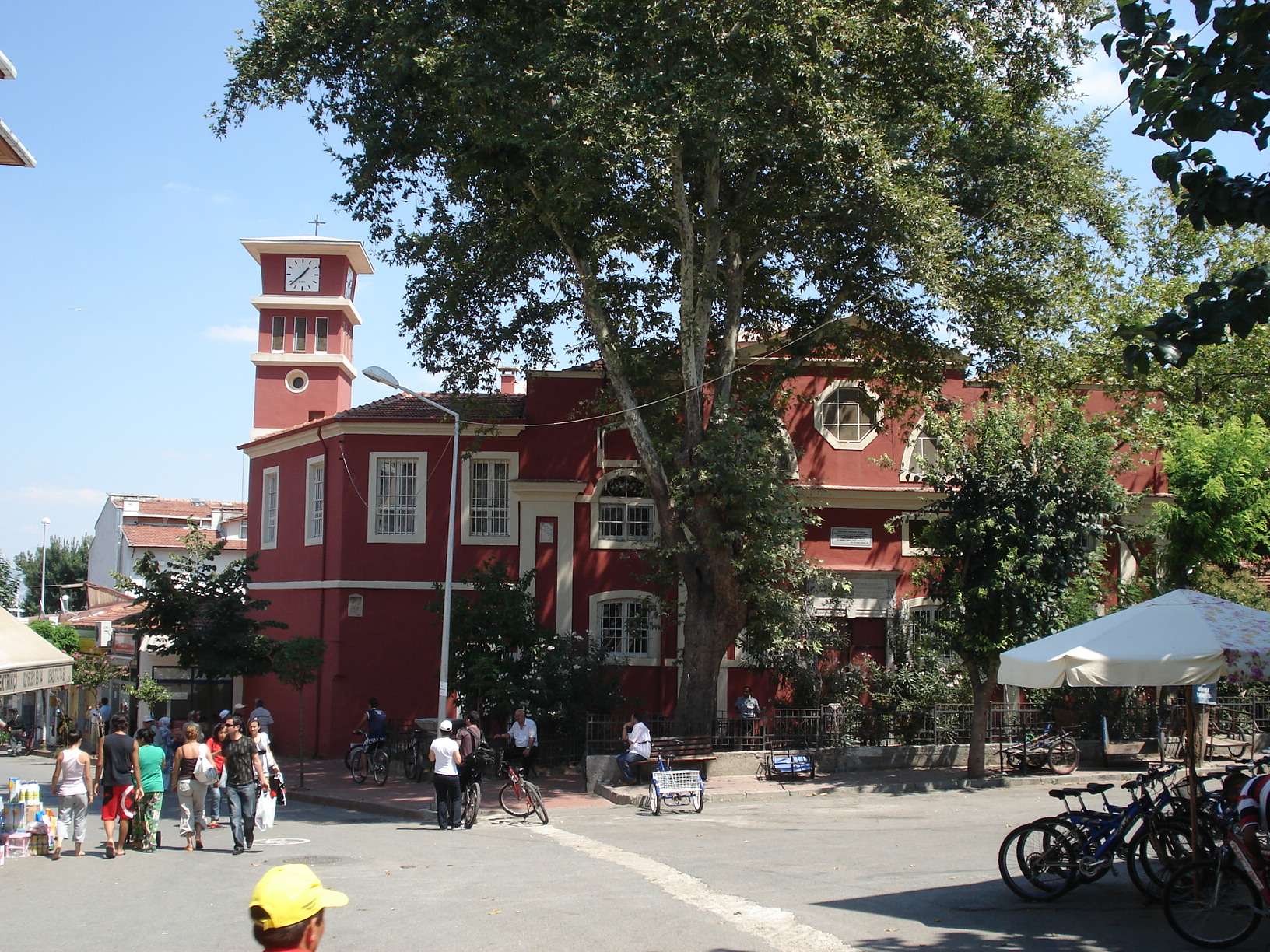
Iglesia ortodoxa en Heybeliada.

El metropolitanato de las Islas de los Príncipes (o Pringiponnisa) (en griego: Ιερά Μητρόπολις Πριγκηποννήσων) es una diócesis de la Iglesia ortodoxa perteneciente al patriarcado de Constantinopla, con sede en la isla Príncipe (en turco Büyükada) en Turquía. Su titular lleva el título de metropolitano de las Islas de los Príncipes, el más honorable ('hipertimos') y exarca del mar de Mármara (Propóntide) (en griego: Ο Προικοννήσου, υπέρτιμος και έξαρχος πάσης Προποντίδος). Las islas de los Príncipes (en turco: Kızıl Adalar) se encuentran en el mar de Mármara y pertenecen a la provincia de Estambul. 

## Territorio
El territorio del metropolitanato se encuentra en la provincia de Estambul. Mediante el mar de Mármara, el área del metropolitanato limita al norte y al este con el metropolitanato de Calcedonia; al sur con el metropolitanato de Nicomedia; y al oeste con el metropolitanato de Proconeso.
Constituye uno de los diez distritos eclesiásticos activos del patriarcado en territorio turco, junto con la arquidiócesis de Constantinopla y los metropolitanatos de Adrianópolis, Ancyra, Calcedonia, Derkos, Esmirna, Imbros y Ténedos, Pisidia y Prusa.
La jurisdicción administrativa abarca las cuatro islas de los Príncipes mayores: Primera (en turco Kınalıada), Antigoni (en turco Burgazada), Halki (o Chalki, en turco Heybeliada) y Príncipe. Los 5 islotes restantes son Sedef Adası, Yassıada, Sivriada, Kaşık Adası y Tavşan Adası.
La catedral de San Demetrio se halla en la isla Principe, sin embargo, para el metropolitano Agapio (1974-1977) la isla Antigoni se definió como la residencia, y para el metropolitano Calínico (1979-1985) lo fue la isla Halki.
Comprende 14 iglesias en uso:
- Catedral de San Demetrio Príncipe, en Büyükada
- Iglesia de la Santa Dormición del Príncipe Theotokos, en Büyükada
- Iglesia del cementerio en Büyükada
- Iglesia de San Teodoro, en Büyükada
- Capilla de los Santos Constantino y Elena, en Büyükada
- Capilla de San Fotyni en Büyükada
- Iglesia de San Elías, en Büyükada (cementerio)
- Iglesia de San Nicolás, en Heybeliada
- Iglesia de San Barbara, en Heybeliada
- Capilla de Santa Parasceva, en Heybeliada
- Iglesia de San Juan el Bautista, en Burgazada
- Capilla de San Fotyni, en Burgazada
- Iglesia de San Elías, en Burgazada (cementerio)
- Iglesia del Nacimiento de la Virgen, en Kınalıada

## Historia
Las islas de los Príncipes formaron parte del Imperio bizantino hasta que fueron ocupadas por el Imperio otomano el 17 de abril de 1453.
Luego de que los habitantes ortodoxos de las islas de los Príncipes fueran excluidos del intercambio de población entre Grecia y Turquía de 1923, el metropolitanato de las Islas de los Príncipes fue creado en enero de 1924 por el patriarca Gregorio VII de Constantinopla, separando territorio del metropolitanato de Calcedonia.
La isla Halki fue la sede del seminario teológico del patriarcado de Constantinopla hasta su cierre por ley de Turquía en 1971.

## Cronología de los metropolitanos
- Agatángelo (Konstantinidis) † (20 de marzo de 1924-2 de abril de 1927 elegido metropolitano de Calcedonia)
- Tomás (Savvopoulos) † (2 de abril de 1927-12 de marzo de 1946 elegido metropolitano de Calcedonia)
- Doroteo (Georgiadis) † (12 de marzo de 1946-21 de marzo de 1974 falleció)
- Constantino (Harisiadis) † (26 de marzo de 1974-15 de marzo de 1977 elegido metropolitano de Derkos)
- Agapio (Ioannidis) † (22 de marzo de 1977-29 de agosto de 1979 falleció)
- Calinico (Alexandridis) † (18 de septiembre de 1979-5 de noviembre de 1985 elegido metropolitano de Lystra)
- Simeón (Amaryllios) † (9 de junio de 1987-9 de julio de 2002 elegido metropolitano de Nicomedia)
- Jacobo (Sofroniadis) † (13 de julio de 2002-28 de marzo de 2018)
- Demetrio (Kommatas) (desde el 19 de abril de 2018)